# Орден «Признательность Родины»
Орден «Признательность Родины» (рум. Ordinul „Recunoștința Patriei”) — государственная награда Республики Молдова.

## Положение об ордене
Орденом «Recunoştinţa Patriei» награждаются за воспитание пяти и более детей, после того, как последнему ребёнку исполнится 16 лет.
При награждении орденом "Recunoştinţa Patriei" учитываются также дети: 
- усыновлённые в соответствии с действующим законодательством;
- погибшие или пропавшие без вести во время военной службы, вооружённого конфликта либо умершие вследствие полученных при этом ран, контузий,   увечий, болезней или вследствие трудового увечья или профессионального заболевания.

## Описание знака ордена
Орден «Recunoştinţa Patriei» изготавливается из томпака и представляет собой стилизованный, слегка выпуклый крест в виде расходящихся рельефных лучей, покрытых золотом. В центре, на поверхности выступающего круга из серебра, изображение ребёнка, женщины и мужчины. По краю круга располагается надпись «Recunoştinţa Patriei», в его нижней части — изображение Государственного флага с синим, жёлтым и красным эмалевым покрытием. Крест обрамлён рельефным изображением лаврового венка. Диаметр ордена — 40 мм.
Орден крепится с помощью кольца к колодке в виде ленты, изготовленной из металла, покрытой трёхполосной эмалью синего, жёлтого и красного цветов и  обрамлённой золотистой каймой. В центре колодки — рельефное изображение цветка.